# Русско-шведская война (1808—1809)
Ру́сско-шве́дская война́ 1808—1809 годов (Финляндская война, фин. Suomen sota, швед. Finska kriget «Финская война») — война между Россией и Швецией за контроль над Финляндией. На стороне России выступили Франция и Дания (включающая Норвегию), а на стороне Швеции — Великобритания. Последняя в серии русско-шведских войн.
Закончилась победой России и заключением Фридрихсгамского мирного договора, согласно которому Финляндия вошла в состав России как Великое княжество Финляндское.

## Предыстория
Традиционно Россия и Швеция конфликтовали за контроль над Балтикой. В XII веке имел место Сигтунский поход, приведший к разорению древней столицы Швеции. В XIII веке русский князь Александр Невский уже воевал с шведами на берегах Невы. В начале XVII века Швеция лишила Россию выхода к Балтике, навязав Столбовской договор. В начале XVIII века Петр Первый в ходе Северной войны обеспечил России выход к морю и закрепился в Эстляндии и Ингерманландии, построив новую столицу империи город Санкт-Петербург.

## Причины и цели войны
Летом 1807 года императоры Александр I и Наполеон I заключили Тильзитский мир, завершив войну Четвёртой коалиции. Тем временем франко-шведская война закончилась для Швеции потерей последних владений в Померании. Одним из условий Тильзитского мира было присоединение Российской империи к континентальной блокаде Великобритании — системе экономических и политических санкций, организованной Наполеоном. Также к блокаде намеревалось присоединиться Датское королевство. 
В ответ на это в августе 1807 года Великобритания предприняла атаку на Копенгаген и захватила весь датский военный флот. В октябре Россия предъявила Великобритании ультиматум — разрыв дипломатических отношений до тех пор, пока не будет возвращён Дании флот и возмещены все нанесённые ей убытки. Шведский король Густав IV взял курс на сближение с Великобританией. Между Россией и Великобританией произошёл разрыв — посольства были взаимно отозваны, и началась вялотекущая англо-русская война.
16 ноября 1807 года правительство России вновь обратилось к шведскому королю с предложением к содействию, но около двух месяцев не получало никакого ответа. Наконец, Густав IV ответил, что к исполнению договоров 1780 и 1800 годов нельзя приступить, пока французы занимают гавани Балтийского моря. Тогда же стало известно, что шведский король готовится помогать Великобритании в войне с Данией, стремясь отвоевать у неё Норвегию. Все эти обстоятельства давали императору Александру I повод к покорению Финляндии, с целью обеспечения безопасности Санкт-Петербурга от близкого соседства неприязненной России державы.
Наполеон же желал заставить Швецию закрыть её порты для британских кораблей. В начале 1808 года он посоветовал Александру I «удалить шведов от своей столицы» и предложил в этом деле свою помощь и содействие. 5 февраля 1808 года Наполеон заявил русскому послу в Париже графу П. А. Толстому, что он согласится на то, чтобы Россия приобрела себе всю Швецию, включая Стокгольм:12.
Великобритания, со своей стороны, в феврале 1808 года заключила со Швецией договор, по которому обязалась платить Швеции по одному миллиону фунтов стерлингов ежемесячно во время войны с Россией, сколько бы она ни продолжалась.

## Силы сторон

### Русские
В начале 1808 года русское войско (около 24 тысяч) расположилось вдоль границы на реке Кюмень (Кюмийоки), между Фридрихсгамом и Нейшлотом. Оно было разделено на три части: 
- Правое крыло (ген. Тучков): 7 тыс. (5-я дивизия) Для наступления в Саволакскую область.
- Центр (князь Багратион): 9 тыс.
- Левое крыло (князь Горчаков): 8 тыс.

Руководство армией было вверено графу Буксгевдену.

### Шведы
У шведов в Финляндии в это время было 19 тысяч войск, под временным начальством генерала Клеркера. Главнокомандующий, граф Клингспор, всё ещё находился в Стокгольме, где все надеялись на мирное разрешение недоразумений: сам король не доверял известиям о сосредоточении русских войск в Выборгской губернии и шведская армия не была переведена на военное положение.
Когда граф Клингспор поехал наконец в Финляндию, суть данной ему инструкции состояла в том, чтобы не вступать в бой с неприятелем, удерживать крепость Свеаборг до последней крайности и по возможности действовать в тылу русских.

## Начало войны
9 (21) февраля 1808 русские войска перешли границу в Кюмийоки:54. Некоторые отряды передвигались на лыжах. Первой была блокирована приграничная крепость Свартхольм (близ города Ловиза). 13 (25) февраля 1808 был занят Борго (Порвоо). 
Для занятия Гельсингфорса (Хельсинки) туда был направлен летучий отряд Орлова-Денисова. 18 февраля (1 марта) 1808 город был взят, а застигнутый врасплох крупный шведский корпус (7 тыс.) оказался блокирован в Свеаборге. Вечером того же дня командующий русскими войсками граф Буксгевден вместе с частями левого крыла (князь Горчаков) вступил в Гельсингфорс:55, 58. 
Положение русской армии было шатким, поскольку шведы могли атаковать занявший Гельсингфорс корпус (6 тыс.) с севера (от Тавастехуса) и с юга (от Свеаборга). Тем временем пришло в движение правое крыло русской армии и дивизия Тучкова 21 февраля (4 марта) 1808 заняла С.-Михель. Шведский командующий  Клингспор 23 февраля (6 марта) 1808 принял решение отступить из Тавастехуса к Таммерфорсу (Тампере), предписав всем разбросанным в северной Финляндии отрядам стягиваться туда же. Преследующие его русские войска Буксгевдена 24 февраля (7 марта) 1808 заняли Тавастехус (Хямеэнлинна):59.
Далее командующий Буксгевден сосредоточился на осаде Свеаборга, однако князю Багратиону он приказал преследовать отступающую на север шведскую армию Клингспора. Тучкову было предписано двигаться из Саволакса на северо-запад для окружения шведов:63. 27 февраля (10 марта) 1808 русские войска заняли Варкаус, захватив оставленный в городе шведский арсенал. 4 (16) марта 1808 экспедиционный корпус Тучкова вошел в Куопио.
6 (18) марта 1808 капитулировала крепость Свартхольм. В этот же день кавалерийский отряд Янковича из дивизии Багратиона занял Бьернборг (Пори). 9 (21) марта 1808 русские войска установили контроль над мысом Гангут, который был прославлен еще во времена Петра Первого. 
10 (22) марта 1808 войска генерала Шепелёва без боя заняли Або, где шведы сожгли свою гребную флотилию (около 50 канонерских лодок), чтобы она не досталась русским. Буквально на следующий день русский десант Вуича смог по льду перебраться на Аландские острова и занять их. 
12 (24) марта 1808 Буксгевден рапортовал государю Императору Александру, что после занятия Або Финляндию можно считать покоренной.  

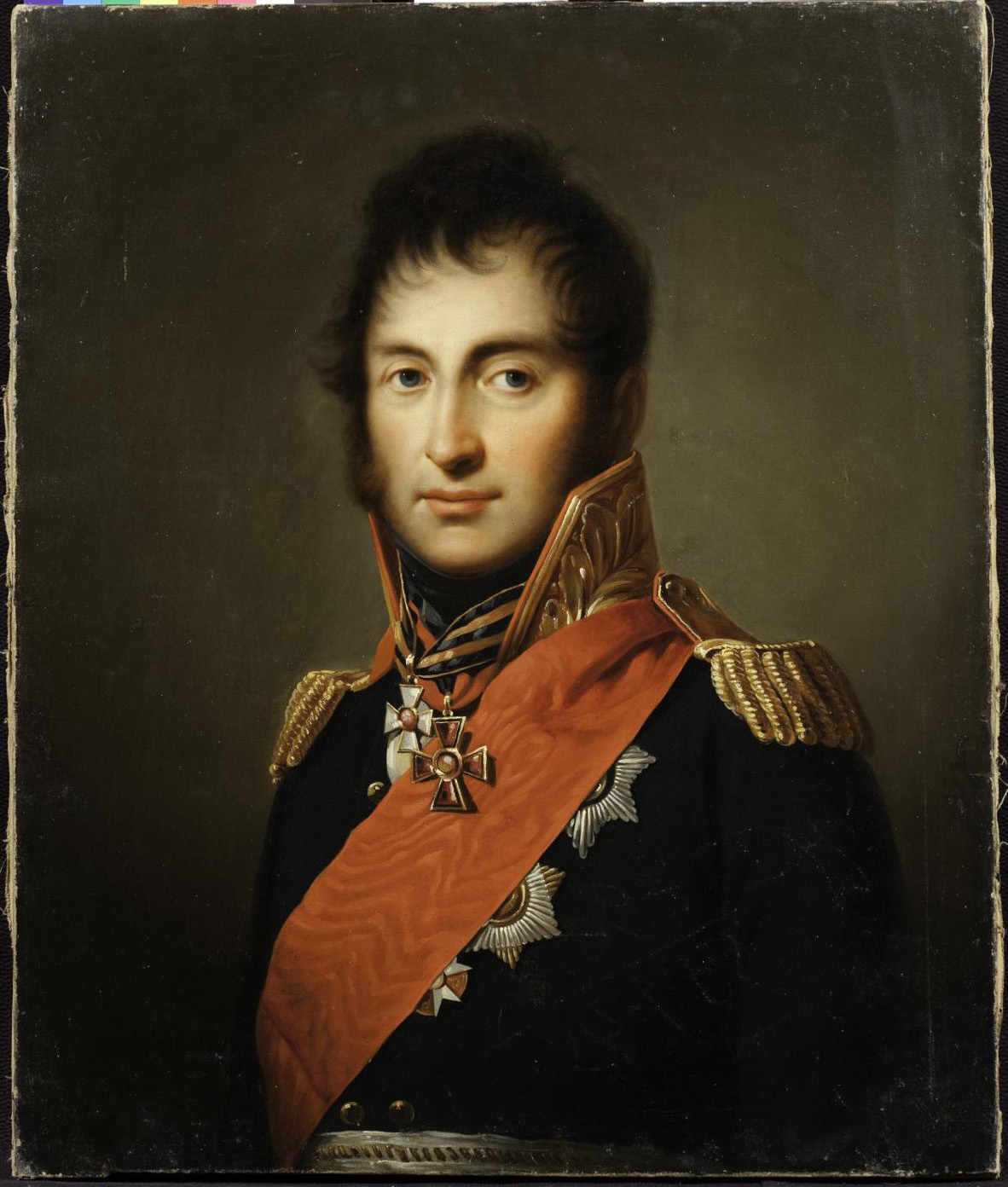
Русский генерал Николай Тучков, командующий экспедиционным корпусом в Саволаксе

Решающим фактором для капитуляции Свеаборга 21 апреля (3 мая) 1808 оказался захват русским десантом острова Готланд, который отвлек значительные силы шведов от Финляндии.

## Манифест Александра I
20 марта (1 апреля) 1808 император Александр I объявил о том, что покоренная силой российского оружия Финляндия «навсегда присоединяется к Российской Империи». Тогда же было получено известие, что шведский король Густав IV, узнав о переходе русских войск через границу, приказал арестовать всех находившихся в Стокгольме членов русского посольства.
Общественное мнение в Швеции было не на стороне войны, и чрезвычайные меры, предписанные королём, исполнялись неохотно и слабо. Российскую точку зрения на войну и последующее присоединение Финляндии отразил Фаддей Булгарин:

Без Финляндии Россия была неполною, как будто недостроенного. Не только Балтийское море с Ботническим заливом, но даже Финский залив, при котором находятся первый порт и первая столица империи, были не в полной власти России, и неприступный Свеаборг, могущий прикрывать целый флот, стоял, как грозное привидение, у врат империи. Сухопутная наша граница была на расстоянии нескольких усиленных военных переходов от столицы— Булгарин Ф.В. Воспоминания.

## Шведское контрнаступление

Ход войны в марте-мае 1808 г.

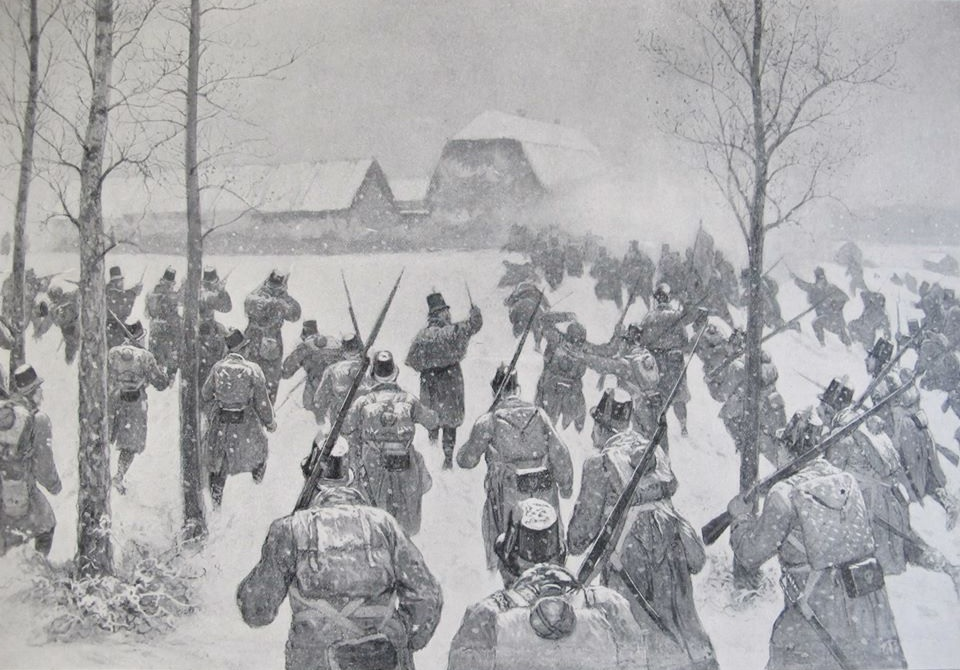
Атака шведов под Револаксом. Худ. Август Мальстрём, 1898 г.

В начале войны шведские войска отступали перед натиском русской армии, уклоняясь от сражений, что способствовало сохранению их боеспособности. Опасаясь контратак, русским в занятых городах приходилось оставлять усиленные гарнизоны, что приводило к рассредоточению сил. В результате преследующая шведов на севере Финляндии армия стремительно таяла. Добившись тактического превосходства, 6 (18) апреля 1808 шведы впервые успешно контратаковали русский авангард Кульнева в районе Сикайоки, недалеко от Улеаборга. Вслед за тем, 15 (27) апреля 1808, та же участь постигла отряд русских у Револакса, причём командир этого отряда генерал М. Л. Булатов, был тяжело ранен и пленен. Кроме того, 20 апреля (2 мая) 1808 полковником Юханом Сандельсом при Пулкила разбит был отряд полковника Обухова, направлявшийся на подмогу к Булатову. Все эти "поползновения" повысили моральный дух шведской армии. 12 мая шведские войска смогли восстановить контроль над Куопио, а затем и Варкаусом. Русские войска Барклая де Толли перешли к обороне в районе С.-Михеля и Нейшлота. Концентрация сил позволила русской армии 8 (20) июня 1808 вновь овладеть городом Куопио.
Король Густав IV попытался вернуть потерянные территории с помощью морских десантов. Сконцентрировав силы, ему удалось вернуть под свой контроль Аланды (10 мая) и остров Готланд (18 мая). Однако шведские десанты на материковой части Финляндии в районах Лемо (19 июня) и Вааса (25 июня) были менее успешными. Они были отражены, но не разгромлены. 

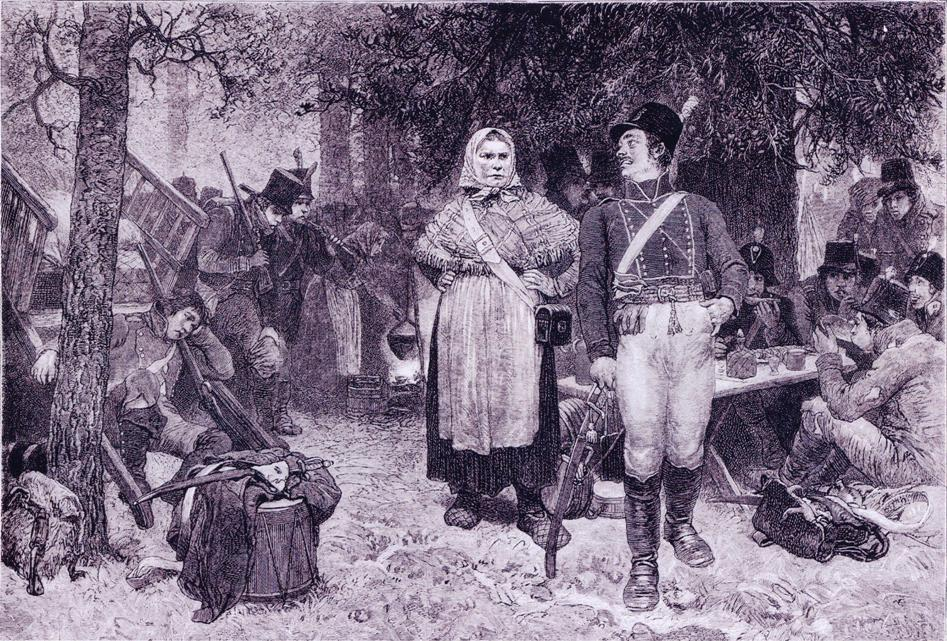
Шведская патриотка Лотта Свярд. Худ. Август Мальстрём, 1883 г.

Финны поднялись против русских и своими партизанскими действиями, под начальством шведских офицеров, стали наносить русской армии множество вреда. Фаддей Булгарин отмечал: «Все финские поселяне — отличные стрелки, и в каждом доме были ружья и рогатины. Составились сильные пешие и конные толпы, которые под предводительством пасторов, ландманов… и финских офицеров и солдат… нападали на слабые русские отряды, на госпитали, и умерщвляли немилосердно больных и здоровых… Возмущение было в полной силе, и народная война кипела со всеми своими ужасами».
14 мая в Гётеборг прибыл английский флот с вспомогательным корпусом в 14 тысяч человек под начальством генерала Мура, но Густав IV никак не мог согласиться с ним относительно плана действий и войска Мура были отосланы в Испанию; в распоряжении шведского короля остался только английский флот, состоявший из 16 кораблей и 20 других судов.

## Перелом
Поражения русской армии привели 11 (23) июля 1808 года к замене Раевского на Каменского на посту командующего экспедиционным корпусом. 2 (14) августа 1808 года его армейский корпус выступил из Ювяскюля. Однако шведам удалось 5 (17) августа 1808 года нанести поражение его флангу у Алаво. Каменского это поражение не смутило, он вернул под свой контроль Алаво и 9 (21) августа 1808 года решительно контратаковал шведов при Карстуле. После крупной победы при Куортане 20 августа (1 сентября) 1808 года русские войска заняли всю территорию Вазаской губернии. Основные силы шведов отступили к Оровайсу, но и там они потерпели поражение 2 (14) сентября 1808 года. В тот же день передовой русский отряд Властова занял Гамлекарлебю. 
Шведский корпус Сандельса из Саволакса, узнав о неудаче Клингспора под Оравайсом, отступил к деревне Иденсальми. Народное волнение в восточной Финляндии улеглось.
3 (15) сентября 1808 года шведский король Густав IV, чья ставка с лета находилась на Аландских островах, предпринял попытку высадить крупный десант в тылу наступающей русской армии, но потерпел поражение в сражении при Гельзинге (ныне Уусикаупунки) от Багратиона.

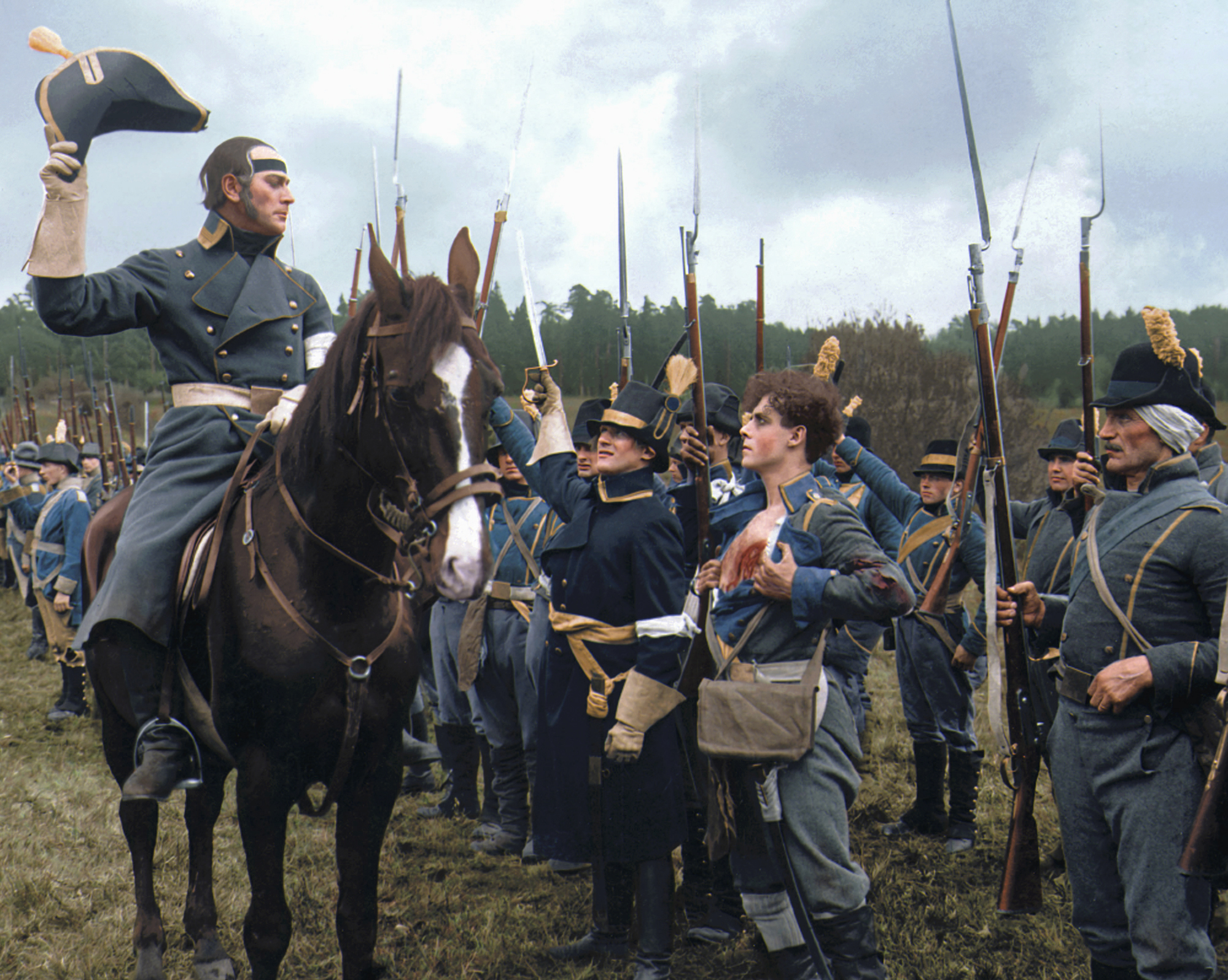
Сцена с шведским генералом Дёбельном во время сражения при Ютасе, произошедшего 13 сентября 1808 года (раскрашенный кадр из фильма 1926 года)

Из-за неудач, недостатка в продовольствии и необходимости дать отдых войскам граф Буксгевден принял предложение Клингспора о перемирии, которое было заключено 17 (29) сентября 1808 года в Лохтео (ныне часть Коккола), но не было утверждено императором:283.
15 (27) октября 1808 года авангард Тучкова, был разбит в сражении при Иденсальми отрядом Сандельса, главным образом, из-за отсутствия разведки и ошибок командующего русским авангардом князя Михаила Долгорукова, заплатившего за это своей жизнью. Однако, одержав тактическую победу, Сандельс не располагал необходимыми силами для контрнаступления и вынужден был продолжить отступление к Улеаборгу.
7 (19) ноября 1808 года Каменский и Клеркер подписали конвенцию, согласно которой шведы обязались покинуть Улеаборг и пределы Улеаборгской губернии. 20 ноября (2 декабря) 1808 года главнокомандующий русскими войсками граф Буксгевден прибыл в Улеаборг. Жители города были немедленно приведены к присяге на подданство России.

## Война на территории Швеции

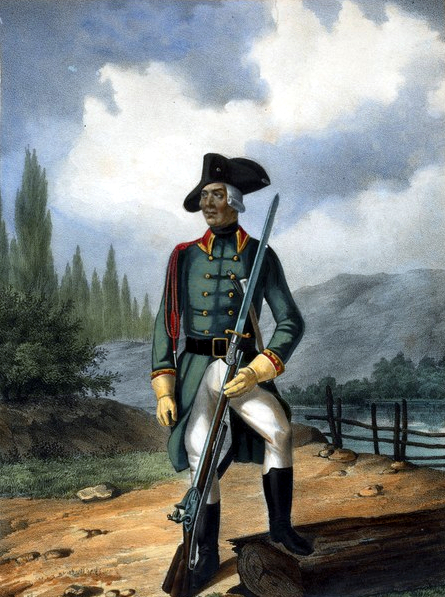
Унтер-офицер 2-го егерского полка Русской армии

С покорением Финляндии война не завершалась и Император Александр I планировал перенести боевые действия на территорию самой Швеции. Осторожный граф Буксгевден на посту командующего русской армией был заменен на Кнорринга. Планировалось три удара по Швеции:
- Первый корпус Шувалова должен был вторгнуться на территорию Швеции с севера через Торнео.
- Второй корпус Барклая де Толли должен был совершить переход через Кваркен, двигаясь по льду Ботнического залива от Вааса к Умео.
- Третьему корпусу Багратиона (15,5 тысячи пехоты, до 2 тысяч конницы, 20 орудий) предписывалось занять Аландские острова и по льду Ботнического залива выйти на побережье Швеции.

Аландские острова оборонял шведский корпус генерала Дёбельна (6 тысяч человек) и 4 тысячи вооружённых жителей. В конце февраля 1809 года корпус Багратиона из района Або (ныне Турку, Финляндия) выдвинулся на исходный пункт на острове Кумлинге. 3 (15) марта 1809 он перешёл в наступление четырьмя колоннами с фронта с востока, а 5-я колонна обходила Аландские острова с юга. Противник начал поспешный отход. Авангард 5-й колонны сумел у острова Сигнилыпер окружить и взять в плен шведский арьергард. 6 (18) марта 1809 корпус Багратиона занял Аландские острова, захватил более 2 тысяч пленных, 32 орудия, свыше 150 кораблей и судов. Авангард русских войск во главе с генерал-майором Кульневым 7 (19) марта 1809 вышел к берегам Швеции, овладел Гриссельгамом (ныне в коммуне Норртелье), создав непосредственную угрозу Стокгольму.
Это вынудило правительство Швеции выступить с предложением о мире. На Аландские острова прибыл шведский уполномоченный с письмом герцога Зюдерманландского, заявлявшего о желании заключить мир с условием, чтобы русские войска не переходили на шведский берег. Кнорринг согласился на приостановку военных действий; главные силы князя Багратиона были возвращены к Або; отряд Барклая-де-Толли, уже перешедший залив у Кваркена, тоже был отозван назад.

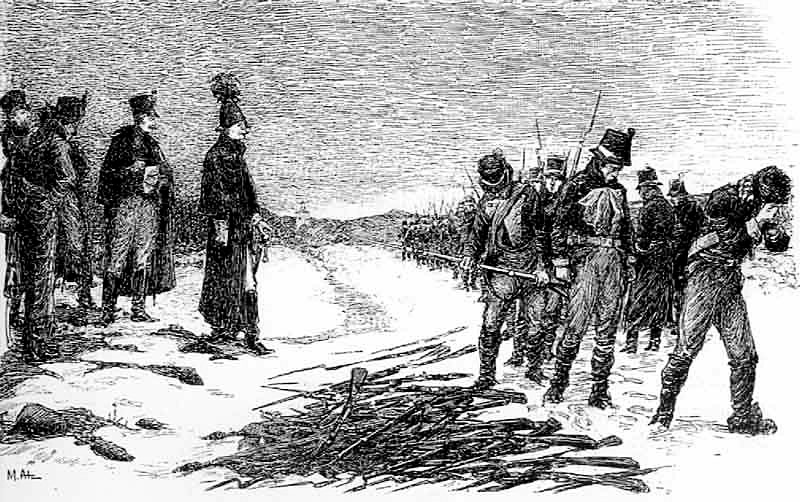
Капитуляция шведских войск

Между тем, северный отряд русских войск, под начальством графа Шувалова, успел добиться существенных успехов. Стоявший против него отряд Гриппенберга уступил без боя город Торнео, а затем, 13 (25) марта 1809, обойдённый русскими войсками у деревни Каликс, сложил оружие. В плен сдалось 7000 шведов с 22 орудиями и 12 знамёнами. Затем граф Шувалов остановился, получив известие о заключённом на Аландских островах перемирии.
13 марта 1809 года в Швеции совершился государственный переворот, Густав IV Адольф был низложен, а королевская власть перешла в руки его дяди, герцога Зюдерманландского, и окружавшей его аристократии.

Ход войны зимой 1808—1809 гг.

19 марта в Або прибыл император Александр, повелевший прервать заключённое на Аландах перемирие. В начале апреля на место Кнорринга был назначен Барклай-де-Толли. Военные действия возобновились и с российской стороны велись преимущественно северным отрядом, который 10 (22) марта занял город Умео:333. Шведские войска были частью опрокинуты, частью поспешно отступили.
Когда собравшийся в Стокгольме риксдаг провозгласил герцога Зюдерманландского королём Карлом XIII, новое правительство склонилось к предложению генерала графа Вреде об оттеснении русских из Эстерботнии; военные действия возобновились, но успехи шведов ограничились лишь захватом нескольких транспортов; их попытки возбудить против России народную войну не удались. После удачного для русских дела у Гернефорса вновь было заключено перемирие, отчасти вызванное для русских необходимостью обеспечить себя продовольствием.
Так как шведы упорно отказывались уступить России Аландские острова, Барклай разрешил новому начальнику северного отряда, графу Каменскому, действовать по своему усмотрению.
Шведы направили против последнего два отряда: один, Сандельса, должен был вести атаку с фронта, другой, десантный, высадиться у деревни Ратань и напасть на графа Каменского с тыла. Вследствие смелых и искусных распоряжений графа это предприятие окончилось неудачей; но затем вследствие почти совершенного истощения боевых и продовольственных запасов Каменский отошёл к Питео, где нашёл транспорт с хлебом и опять двинулся вперёд, к Умео. Уже на первом переходе к нему явился Сандельс с полномочием заключить перемирие, от которого он не мог отказаться ввиду необеспеченности снабжения его войск всем необходимым.

## Война на море

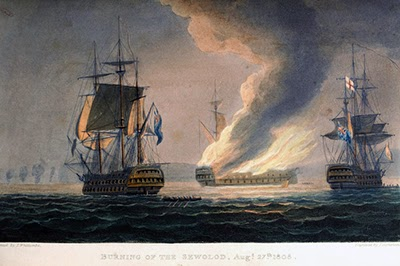
Уничтожение «Всеволода» британскими кораблями

Со времени Петра Первого у России был Балтийский флот, однако во время Русско-шведской войны 1808-1809 года он был значительно ослаблен. Русские войска оказывались на территории Швеции либо посредством ледовых походов, либо двигаясь по северному побережью Ботнического залива (через Торнео). Готландская экспедиция вообще не использовала корабли военного флота. Отчасти это вызвано повышенным интересом к Средиземному морю, куда направлялись значительные военно-морские силы России. Союз Швеции с Англией привел к тому, что против России начал действовать Британский флот Джеймса Сумареса. Летом 1808 года русская эскадра Сенявина была заблокирована в Лиссабоне. Тем не менее, в районе Гангута все же произошло морское сражение между шведами и русскими. В августе 1808 года союзный Швеции Британский флот уничтожил русский корабль «Всеволод», который не смог уклониться от боя. За нерешительные действия русский адмирал Петр Ханыков был разжалован.

## Внешнеполитические итоги
5 (17) сентября 1809 года во Фридрихсгаме был подписан мирный договор, существенными статьями которого были:
1. заключение Швецией мира с Россией и её союзниками;
2. принятие континентальной блокады и закрытие шведских гаваней для англичан;
3. уступка всей Финляндии, Аландских островов и восточных частей Вестро-Ботнии и Лапландии до рек Торнео и Муонио, в вечное владение России.

## Военные итоги
Впервые в истории войн Ботнический залив был пересечён по льду. Однако приём перехода замёрзшего морского пролива по льду не был в новинку на Балтике, ещё в 1658 году шведы совершили смелый переход через Бельты и заставили Данию подписать унизительный Роскилльский мир.

## Память
В ознаменование успехов русской армии император Александр I 14 (26) апреля 1809 года учредил две награды для солдат, участвовавших в войне: медаль «За проход в Швецию через Торнео» и медаль «За переход на шведский берег».
Русско-шведской войне (1808—1809 гг.) посвящён один из барельефов на стеле «Город воинской славы», установленной в Выборге в 2011 году.